# Leptanthura baliensis
Leptanthura baliensis là một loài chân đều trong họ Leptanthuridae. Loài này được Negoescu miêu tả khoa học năm 1992.